# Skellebjerg Sogn
Skellebjerg Sogn var et sogn i Ringsted-Sorø Provsti (Roskilde Stift).
I 1800-tallet var Skellebjerg Sogn i Løve Herred anneks til Tersløse Sogn, der i gejstlig henseende også hørte til Løve Herred, men ellers til Merløse Herred, også i Holbæk Amt. Tersløse-Skellebjerg sognekommune indgik i 1966 - 4 år før kommunalreformen i 1970 - i Dianalund Kommune, der ved strukturreformen i 2007 indgik i Sorø Kommune.
I Skellebjerg Sogn ligger Skellebjerg Kirke.
1.	december 2024 indgik sognet i Tersløse-Skellebjerg-Niløse Sogn
I sognet findes følgende autoriserede stednavne:
- Havreholm (bebyggelse)
- Hedeboryde (bebyggelse)
- Herrestrup (bebyggelse)
- Herrestrup By (bebyggelse, ejerlav)
- Knapsholm (bebyggelse)
- Magleeng (bebyggelse)
- Præsteskov (bebyggelse)
- Skellebjerg (bebyggelse)
- Skellebjerg By (bebyggelse, ejerlav)
- Skellebjerg Vænge (bebyggelse)
- Sobjerg (bebyggelse)
- Sobjerg By (bebyggelse, ejerlav)
- Tåderup (bebyggelse)
- Tåderup By (bebyggelse, ejerlav)
- Vaseskov (areal, bebyggelse)